# Liste de formații muzicale
Aceasta este o listă de liste de formații muzicale grupate după genul muzical:
- Listă de formații alternative metal
- Listă de formații alternative rock
- Listă de formații anarcho-punk
- Listă de formații black metal
- Listă de formații dark metal
- Listă de formații de death metal suedez
- Listă de formații de metal simfonic
- Listă de formații death metal
- Listă de formații deathcore
- Listă de formații din Belarus
- Listă de formații folk metal
- Listă de formații funk rock
- Listă de formații garage rock
- Listă de formații glam metal
- Listă de formații gothic metal
- Listă de formații gothic rock
- Listă de formații groove metal
- Listă de formații grunge
- Listă de formații hardcore punk
- Listă de formații heavy metal
- Listă de formații industrial metal
- Listă de formații math rock
- Listă de formații mathcore
- Listă de formații melodic death metal
- Listă de formații metalcore
- Listă de formații nu metal
- Listă de formații pop punk
- Listă de formații post-grunge
- Listă de formații post-hardcore
- Listă de formații post-metal
- Listă de formații post-punk
- Listă de formații post-punk revival
- Listă de formații post-rock
- Listă de formații power metal
- Listă de formații progressive metal
- Listă de formații punk, 0–K
- Listă de formații punk, L–Z
- Listă de formații screamo
- Listă de formații speed metal
- Listă de formații thrash metal
- Listă de formații viking metal